# انگشت‌نگاری دی‌ان‌ای
انگشت‌نگاری دی‌ان‌ای (DNA fingerprinting)، رخ‌نمانگاری دی‌ان‌ای، تشکیل پرونده دی‌ان‌ای یا دسته‌بندی دی‌ان‌ای (به انگلیسی: DNA profiling)، فرایند تعیین ویژگی‌های دی‌ان‌ای یک فرد است. تجزیه و تحلیل دی‌ان‌ای که برای شناسایی یک گونه، به جای یک فرد انجام می‌شود، بارکدگذاری دی‌ان‌ای نامیده می‌شود.
دسته‌بندی دی‌ان‌ای یک تکنیک پزشکی قانونی در تحقیقات جنایی است که مشخصات مظنونان جنایی را با شواهد دی‌ان‌ای مقایسه می‌کند تا احتمال دخالت آنها در جرم را ارزیابی کند. همچنین در آزمایش پدری، برای ایجاد واجد شرایط بودن مهاجرت، و در تحقیقات تبارشناسی و پزشکی استفاده می‌شود. دسته‌بندی دی ان ای همچنین در مطالعه جمعیت‌های جانوری و گیاهی در زمینه‌های جانورشناسی، گیاه‌شناسی و کشاورزی استفاده شده است.

## زمینه

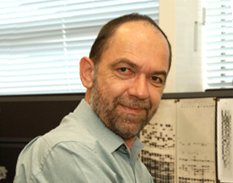
سر الک جفریس، پیشگام دسته‌بندی دیانای. کشف او منجر به محکومیت کالین پیچفورک در سال 1988.

با شروع از دهه ۱۹۸۰، پیشرفت‌های علمی امکان استفاده از دی‌ان‌ای را به عنوان ماده‌ای برای شناسایی افراد فراهم کرد. اولین حق ثبت اختراع که استفاده مستقیم از تنوع دی‌ان‌ای برای پزشکی قانونی را پوشش می‌دهد (US5593832A) توسط جفری گلاسبرگ در سال ۱۹۸۳، بر اساس کاری که وی در دانشگاه راکفلر در ایالات متحده در سال ۱۹۸۱ انجام داده بود، ثبت شد.
ژنتیک‌شناس بریتانیایی سر الک جفریس به‌طور مستقل در سال ۱۹۸۴ در حین کار در بخش ژنتیک در دانشگاه لستر فرآیندی را برای دسته‌بندی دی‌ان‌ای ایجاد کرد که سبب نخستین استفاده از دسته‌بندی دی‌ان‌ای در یک پرونده جنایی شد.
این فرایند که توسط جفریس به همراه پیتر گیل و دیو ورت از خدمات پزشکی قانونی (FSS) ایجاد شد، برای نخستین بار در حل قتل دو نوجوانی که در سال‌های ۱۹۸۳ و ۱۹۸۶ در ناربرو، لسترشایر مورد تجاوز و قتل قرار گرفته بودند، از نظر قانونی استفاده شد. . در تحقیقات قتل، به رهبری کارآگاه دیوید بیکر، دی‌ان‌ای موجود در نمونه‌های خون به‌طور داوطلبانه از حدود ۵۰۰۰ مرد محلی که مشتاقانه به پلیس لسترشایر در تحقیقات کمک کردند، به دست آمد و سبب تبرئه ریچارد باکلند، مظنون اولیه شد که به یکی از آنها اعتراف کرده بود. جنایات، و محکومیت بعدی کالین پیچفورک در ۲ ژانویه ۱۹۸۸. پیچفورک، یک کارمند نانوایی محلی، همکار خود یان کلی را مجبور کرده بود که هنگام تهیه نمونه خون از او دفاع کند - سپس کلی از یک پاسپورت جعلی برای جعل هویت پیچفورک استفاده کرد. یکی دیگر از همکاران این فریب را به پلیس گزارش داد. پیچفورک دستگیر شد و خون او برای پردازش و توسعه مشخصات به آزمایشگاه جفری فرستاده شد. مشخصات پیچفورک با مشخصات دی‌ان‌ای به‌جامانده از قاتل مطابقت داشت که حضور پیچفورک را در هر دو صحنه جرم تأیید می‌کرد. او به هر دو قتل اعتراف کرد.

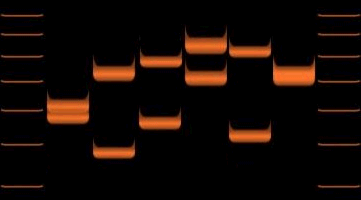
تغییر طول آلل VNTR در ۶ فرد.

اگرچه ۹۹٫۹ درصد از توالی‌های دی‌ان‌ای انسان در هر فرد یکسان است، به اندازه‌ای از دی‌ان‌ای متفاوت است که می‌توان یک فرد را از دیگری متمایز کرد، مگر اینکه دوقلوهای تک‌تخمکی (یکسان) باشند. دسته‌بندی دی ان ای از توالی‌های تکراری استفاده می‌کند که بسیار متغیر هستند، که تکرارهای پشت سر هم با تعداد متغیر (ماهوارک) نامیده می‌شوند، به‌ویژه تکرارهای پشت سر هم کوتاه (STRs)، که به‌عنوان ریزماهواره‌ها و ماهواره‌های کوچک نیز شناخته می‌شوند. جایگاه‌های ماهوارک بین افراد نزدیک به هم مشابه هستند، اما به قدری متغیر هستند که افراد نامرتبط بعید است که ماهوارک‌های یکسانی داشته باشند.

## فرآیندهای دسته‌بندی

### استخراج دی‌ان‌ای
هنگامی که نمونه ای مانند خون یا بزاق به دست می‌آید، دی ان ای تنها بخش کوچکی از آنچه در نمونه وجود دارد است. قبل از آنالیز دی ان ای، باید از سلول‌ها استخراج و خالص شود. راه‌های زیادی وجود دارد که می‌توان این کار را انجام داد، اما همه روش‌ها از یک روش اصلی پیروی می‌کنند. سلول و غشای هسته باید شکسته شوند تا دی ان ای در محلول آزاد باشد. هنگامی که دی ان ای آزاد شد، می‌توان آن را از سایر اجزای سلولی جدا کرد. پس از جدا شدن دی ان ای در محلول، بقایای سلولی باقیمانده را می‌توان از محلول خارج کرد و دور انداخت و تنها دی ان ای باقی ماند. متداول‌ترین روش‌های استخراج دی ان ای شامل استخراج آلی (همچنین استخراج فنل کلروفرم)، استخراج چلکس و استخراج فاز جامد است. استخراج دیفرانسیل یک نسخه اصلاح شده از استخراج است که در آن دی ان ای از دو نوع سلول مختلف را می‌توان قبل از خالص سازی از محلول از یکدیگر جدا کرد. هر روش استخراج در آزمایشگاه به خوبی کار می‌کند، اما تحلیلگران معمولاً روش ترجیحی خود را بر اساس عواملی مانند هزینه، زمان درگیر، مقدار دی ان ای تولید شده و کیفیت دی ان ای تولید شده انتخاب می‌کنند.

### تجزیه و تحلیل RFLP

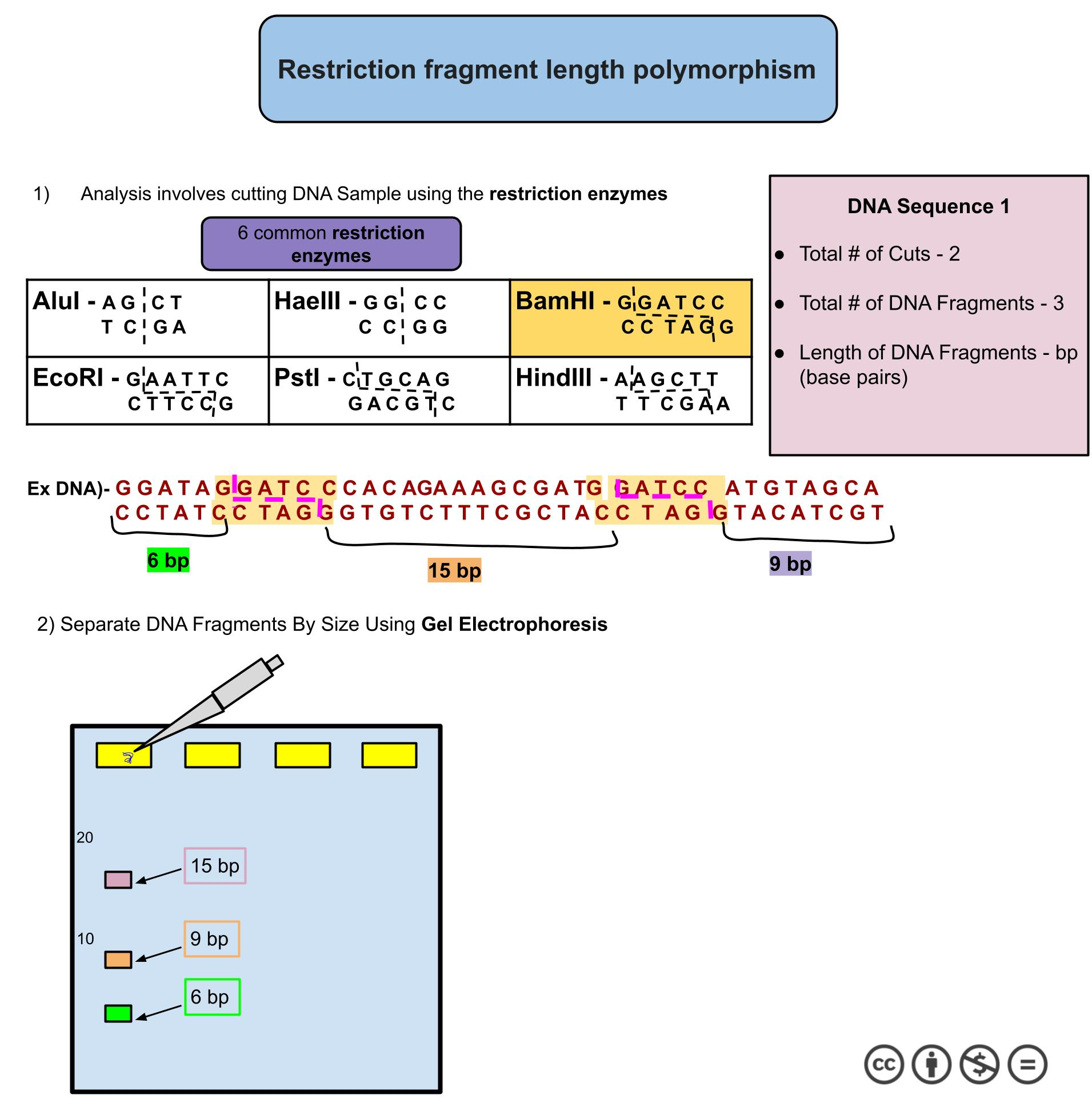
چند شکلی طول قطعه محدود

RFLP مخفف پلی مورفیسم طول قطعه محدود است و از نظر تجزیه و تحلیل دی ان ای، یک روش آزمایش دی ان ای را توصیف می‌کند که از آنزیم‌های محدود کننده برای «برش» دی ان ای در توالی‌های کوتاه و خاص در سراسر نمونه استفاده می‌کند. برای شروع پردازش در آزمایشگاه، نمونه باید ابتدا یک پروتکل استخراج را طی کند، که ممکن است بسته به نوع نمونه و/یا SOPهای آزمایشگاهی (روش‌های عملیاتی استاندارد) متفاوت باشد. هنگامی که دی ان ای از سلول‌های داخل نمونه «استخراج» شد و از مواد سلولی خارجی و هر گونه نوکلئازی که دی ان ای را تجزیه می‌کند جدا شد، نمونه را می‌توان به آنزیم‌های محدود کننده مورد نظر معرفی کرد تا به قطعات قابل تشخیص تقسیم شود. پس از هضم آنزیم، ساترن بلات انجام می‌شود. ساترن بلات یک روش جداسازی مبتنی بر اندازه است که بر روی ژل با پروب‌های رادیواکتیو یا نورتابی شیمیایی انجام می‌شود. RFLP را می‌توان با پروب‌های تک جایگاهی یا چند جایگاهی (کاوشگرهایی که یک مکان روی دی ان ای یا چندین مکان روی دی ان ای را هدف قرار می‌دهند) انجام داد. ترکیب پروب‌های چند جایگاهی قدرت تفکیک بالاتری را برای آنالیز مجاز می‌کند، با این حال تکمیل این فرایند می‌تواند چند روز تا یک هفته برای یک نمونه طول بکشد به دلیل زمان بسیار زیاد مورد نیاز هر مرحله برای تجسم پروب‌ها.

### تجزیه و تحلیل STR
سیستم دسته‌بندی دی ان ای مورد استفاده امروزه بر اساس واکنش زنجیره ای پلیمراز (PCR) است و از توالی‌های ساده استفاده می‌کند.
از کشوری به کشور دیگر، سیستم‌های مختلف دسته‌بندی دی ان ای مبتنی بر STR در حال استفاده هستند. در آمریکای شمالی، سیستم‌هایی که مکان‌های هسته CODIS 20 تقویت می‌کنند تقریباً جهانی هستند، در حالی که در بریتانیا از سیستم جایگاه دی ان ای-۱۷ استفاده می‌شود و استرالیا از ۱۸ نشانگر هسته استفاده می‌کند.
قدرت واقعی تحلیل STR در قدرت آماری تمایز آن است. از آنجایی که ۲۰ جایگاهی که در حال حاضر برای تمایز در CODIS استفاده می‌شوند، به طور مستقل دسته‌بندی شده‌اند (داشتن تعداد معینی از تکرار در یک مکان، احتمال وجود هر تعداد تکرار در هر مکان دیگری را تغییر نمی‌دهد)، قانون محصول برای احتمالات می‌تواند اعمال شود. . این بدان معناست که اگر فردی دارای نوع دی ان ای ABC باشد، که در آن سه جایگاه مستقل بودند، احتمال اینکه آن فرد دارای آن نوع دی ان ای باشد، احتمال داشتن نوع A برابر احتمال داشتن نوع B برابر احتمال داشتن نوع است. ج. این منجر به توانایی تولید احتمال تطابق ۱ در کوینتیلیون (1x10 18) یا بیشتر شده است. با این حال، جستجوهای پایگاه داده دی ان ای بسیار بیشتر از مطابقت‌های نادرست دسته‌بندی دی ان ای مورد انتظار بود.

### تجزیه و تحلیل کروموزوم Y
با توجه به وراثت پدری، هاپلوتیپ‌های Y اطلاعاتی در مورد اجداد ژنتیکی جمعیت مرد ارائه می‌دهند. برای بررسی این تاریخچه جمعیت و ارائه تخمین‌هایی برای فرکانس‌های هاپلوتیپ در پرونده‌های جنایی، "پایگاه‌داده مرجع هاپلوتیپ Y (YHRD)" در سال ۲۰۰۰ به عنوان یک منبع آنلاین ایجاد شده است. در حال حاضر بیش از ۳۰۰۰۰۰ هاپلوتیپ حداقل (۸ جایگاه) از جمعیت‌های سراسر جهان را شامل می‌شود.

### تجزیه و تحلیل میتوکندری
mtدی ان ای را می‌توان از موادی مانند ساقه مو و استخوان/دندان‌های قدیمی به دست آورد. مکانیسم کنترل بر اساس نقطه تعامل با داده‌ها. این را می‌توان با قرار دادن ابزار در نمونه تعیین کرد.

## مسائل مربوط به نمونه‌های دی‌ان‌ای پزشکی قانونی
هنگامی که مردم به تجزیه و تحلیل دی ان ای فکر می‌کنند، اغلب به برنامه‌های تلویزیونی مانند NCIS یا CSI فکر می‌کنند، که نمونه‌های دی ان ای را به تصویر می‌کشند که به آزمایشگاه می‌آیند و بلافاصله تجزیه و تحلیل می‌شوند و به دنبال آن تصویری از مظنون در عرض چند دقیقه کشیده می‌شود. با این حال، واقعیت کاملاً متفاوت است و نمونه‌های کامل دی ان ای اغلب از صحنه جنایت جمع‌آوری نمی‌شوند. قربانیان قتل اغلب قبل از پیدا شدن در معرض شرایط سخت قرار می‌گیرند و اشیایی که برای ارتکاب جنایت استفاده می‌شود اغلب توسط بیش از یک نفر مورد استفاده قرار می‌گیرد. دو مسئله رایجی که دانشمندان پزشکی قانونی هنگام تجزیه و تحلیل نمونه‌های دی ان ای با آن مواجه می‌شوند، نمونه‌های تخریب شده و مخلوط‌های دی ان ای هستند.

### دی‌ان‌ای تخریب‌شده
پیش از اینکه روش‌های مدرن PCR وجود داشته باشد، تجزیه و تحلیل نمونه‌های دی ان ای تجزیه شده تقریباً غیرممکن بود. روش‌هایی مانند پلی‌مورفیسم طول قطعه محدود یا پلی‌مورفیسم طول قطعه محدود RFLP، که اولین تکنیک مورد استفاده برای آنالیز دی ان ای در علم پزشکی قانونی بود، به دی ان ای با وزن مولکولی بالا در نمونه برای به دست آوردن داده‌های قابل اعتماد نیاز داشت. با این حال، دی ان ای با وزن مولکولی بالا در نمونه‌های تخریب شده وجود ندارد، زیرا دی ان ای برای انجام دقیق RFLP بسیار تکه‌تکه شده است. تنها زمانی که تکنیک‌های PCR اختراع شد، آنالیز نمونه‌های دی ان ای تجزیه شده قادر به انجام واکنش زنجیره‌ای پلیمراز شد. Multiplex PCR به ویژه جداسازی و تکثیر قطعات کوچک دی ان ای را که هنوز در نمونه‌های تخریب شده باقی مانده‌اند، ممکن می‌سازد. هنگامی که روش‌های Multiplex PCR با روش‌های قدیمی تر مانند RFLP مقایسه می‌شوند، تفاوت زیادی را می‌توان مشاهده کرد. Multiplex PCR از نظر تئوری می‌تواند کمتر از ۱ را تقویت کند نانوگرم دی ان ای، اما RFLP باید حداقل ۱۰۰ داشته باشد نانوگرم دی ان ای به منظور انجام آنالیز.

#### تجزیه و تحلیل MiniSTR
در مواردی که نمونه‌های دی ان ای تخریب می‌شوند، مانند آتش‌سوزی‌های شدید یا باقی مانده قطعات استخوان، آزمایش استاندارد STR روی آن نمونه‌ها می‌تواند ناکافی باشد. هنگامی که تست استاندارد STR بر روی نمونه‌های بسیار تخریب شده انجام می‌شود، مکان‌های بزرگتر STR اغلب از بین می‌روند و فقط دسته‌بندی‌های دی ان ای جزئی به دست می‌آید. دسته‌بندی‌های دی ان ای جزئی می‌تواند ابزار قدرتمندی باشد، اما احتمال تطابق تصادفی بیشتر از زمانی است که یک نمایه کامل به دست آید. یکی از روش‌هایی که برای تجزیه و تحلیل نمونه‌های دی ان ای تخریب شده توسعه یافته است، استفاده از فناوری miniSTR است. در رویکرد جدید، پرایمرها به‌طور ویژه برای اتصال نزدیک‌تر به ناحیه STR طراحی شده‌اند.
در آزمایش STR معمولی، پرایمرها به توالی‌های طولانی تری که حاوی ناحیه STR در داخل قطعه هستند، متصل می‌شوند. با این حال، تجزیه و تحلیل MiniSTR تنها مکان STR را هدف قرار می‌دهد، که منجر به یک محصول دی ان ای بسیار کوچکتر می‌شود.
با قرار دادن پرایمرها به مناطق واقعی STR، شانس بیشتری برای تقویت موفقیت‌آمیز این ناحیه وجود دارد. اکنون می‌توان تقویت موفقیت‌آمیز آن مناطق STR را انجام داد و دسته‌بندی‌های دی ان ای کامل تری را می‌توان به دست آورد. موفقیتی که محصولات PCR کوچکتر نرخ موفقیت بالاتری را با نمونه‌های بسیار تخریب شده تولید می‌کنند اولین بار در سال ۱۹۹۵ گزارش شد، زمانی که فناوری miniSTR برای شناسایی قربانیان آتش‌سوزی Waco استفاده شد.

### مخلوط‌های دی‌ان‌ای
مخلوط‌ها یکی دیگر از مسائل رایجی است که دانشمندان پزشکی قانونی هنگام تجزیه و تحلیل نمونه‌های دی ان ای ناشناخته یا مشکوک با آن مواجه می‌شوند. مخلوط به عنوان یک نمونه دی ان ای که شامل دو یا چند عامل فردی است تعریف می‌شود. این اغلب زمانی رخ می‌دهد که نمونه‌ای از دی‌ان‌ای از آیتمی که توسط بیش از یک نفر استفاده می‌شود، سواب گرفته شود یا زمانی که نمونه حاوی دی ان ای قربانی و مهاجم باشد. وجود بیش از یک فرد در یک نمونه دی ان ای می‌تواند تشخیص دسته‌بندی‌های فردی را چالش‌برانگیز کند و تفسیر مخلوط‌ها باید فقط توسط افراد بسیار آموزش دیده انجام شود. مخلوط‌هایی که شامل دو یا سه فرد هستند را می‌توان به سختی تفسیر کرد. مخلوط‌هایی که شامل چهار یا چند فرد هستند، برای بدست آوردن دسته‌بندی‌های فردی بسیار پیچیده هستند. یکی از سناریوهای رایج که در آن اغلب مخلوط به دست می‌آید، در مورد تجاوز جنسی است. ممکن است نمونه‌ای جمع‌آوری شود که حاوی مطالبی از قربانی، شرکای جنسی رضایت‌مند قربانی، و مرتکب (افراد) باشد.
با پیشرفت روش‌های تشخیص در دسته‌بندی دی ان ای، دانشمندان پزشکی قانونی نمونه‌های دی ان ای بیشتری را مشاهده می‌کنند که حاوی مخلوط‌هایی هستند، زیرا اکنون حتی کوچک‌ترین مشارکت‌کننده را می‌توان با آزمایش‌های مدرن شناسایی کرد. سهولتی که دانشمندان پزشکی قانونی در نفوذ به مخلوط‌های دی ان ای دارند تا حد زیادی به نسبت دی ان ای موجود از هر فرد، ترکیبات ژنوتیپ و مقدار کل دی ان ای تکثیر شده بستگی دارد. نسبت دی ان ای اغلب مهم‌ترین جنبه ای است که باید در تعیین اینکه آیا یک مخلوط را می‌توان تفسیر کرد یا خیر. به عنوان مثال، اگر یک نمونه دی ان ای دارای دو مشارکت کننده باشد، اگر نسبت دی ان ای ارائه شده توسط یک فرد بسیار بیشتر از فرد دوم باشد، تفسیر دسته‌بندی‌های فردی آسان خواهد بود. وقتی یک نمونه سه یا چند مشارکت کننده داشته باشد، تعیین دسته‌بندی‌های فردی بسیار دشوار می‌شود. خوشبختانه، پیشرفت در ژنوتیپ احتمالی ممکن است این نوع تعیین را در آینده ممکن کند. ژنوتیپ احتمالی از نرم‌افزار رایانه‌ای پیچیده برای انجام هزاران محاسبات ریاضی برای تولید احتمالات آماری ژنوتیپ‌های منفرد موجود در مخلوط استفاده می‌کند.

## پایگاه داده‌های دی‌ان‌ای
یکی از کاربردهای اولیه پایگاه داده دی ان ای، گردآوری یک همخوانی دی ان ای میتوکندری بود، که توسط کوین دبلیو پی میلر و جان ال داوسون در دانشگاه کمبریج از سال ۱۹۹۶ تا ۱۹۹۹ تهیه شده بود از داده‌های جمع‌آوری شده به عنوان بخشی از پایان‌نامه دکتری میلر. . در حال حاضر چندین پایگاه داده دی ان ای در سراسر جهان وجود دارد. برخی خصوصی هستند، اما بیشتر بزرگ‌ترین پایگاه‌های داده تحت کنترل دولت هستند. ایالات متحده بزرگ‌ترین پایگاه داده دی ان ای را با سیستم شاخص ترکیبی دی ان ای (CODIS) دارای بیش از ۱۳ میلیون رکورد تا ماه مه ۲۰۱۸ است بریتانیا پایگاه داده ملی دی ان ای (Nدی ان ایD) را نگهداری می‌کند که با وجود جمعیت کوچکتر بریتانیا، اندازه مشابهی دارد. اندازه این پایگاه داده و سرعت رشد آن باعث نگرانی گروه های آزادی مدنی در بریتانیا شده است، جایی که پلیس از اختیارات گسترده‌ای برای نمونه برداری و نگهداری آنها حتی در صورت تبرئه شدن برخوردار است. ائتلاف محافظه‌کار-لیبرال دموکرات تا حدی به این نگرانی‌ها با بخش ۱ قانون حفاظت از آزادی‌ها ۲۰۱۲ پرداخته است، که بر اساس آن نمونه‌های دی ان ای باید در صورت تبرئه یا متهم نشدن مظنونان، به جز در رابطه با جرایم خاص (بیشتر جدی و/یا جنسی) حذف شوند. . گفتمان عمومی پیرامون معرفی تکنیک‌های پیشرفته پزشکی قانونی (مانند تبارشناسی ژنتیکی با استفاده از پایگاه‌های اطلاعاتی تبارشناسی عمومی و رویکردهای فنوتیپ‌سازی دی ان ای) محدود، نامرتبط، بدون تمرکز بوده و مسائل مربوط به حریم خصوصی و رضایت را مطرح می‌کند که ممکن است ایجاد حمایت‌های قانونی اضافی را تضمین کند.
قانون میهن‌پرستی ایالات متحده آمریکا ابزاری را برای دولت ایالات متحده فراهم می‌کند تا نمونه‌های دی ان ای را از تروریست‌های مظنون دریافت کند. اطلاعات دی ان ای از جنایات جمع‌آوری و به پایگاه داده CODIS سپرده می‌شود که توسط FBI نگهداری می‌شود. CODIS مقامات مجری قانون را قادر می‌سازد تا نمونه‌های دی ان ای از جنایات را برای مطابقت در پایگاه داده آزمایش کنند، و ابزاری برای یافتن دسته‌بندی‌های بیولوژیکی خاص مرتبط با شواهد جمع‌آوری‌شده دی ان ای فراهم می‌کند.
هنگامی که تطبیقی از یک بانک داده ملی دی ان ای برای پیوند دادن صحنه جنایت به مجرمی که نمونه دی ان ای را به یک پایگاه داده ارائه کرده است، ایجاد می‌شود، این پیوند اغلب به عنوان ضربه سرد شناخته می‌شود. ضربه سرد در ارجاع آژانس پلیس به یک مظنون خاص ارزش دارد، اما ارزش شواهد کمتری نسبت به تطبیق دی ان ای ساخته شده از خارج از بانک اطلاعات دی ان ای دارد.
مأموران FBI نمی‌توانند به‌طور قانونی دی ان ای فردی را که به جرمی محکوم نشده است ذخیره کنند. دی ان ای جمع‌آوری شده از مظنونی که بعداً محکوم نشده است باید دور ریخته شود و در پایگاه داده وارد نشود. در سال ۱۹۹۸، مردی مقیم بریتانیا به اتهام سرقت دستگیر شد. دی ان ای او گرفته شد و آزمایش شد و بعداً آزاد شد. ۹ ماه بعد، دی ان ای این مرد به‌طور تصادفی و غیرقانونی در پایگاه داده دی ان ای وارد شد. دی ان ای جدید به‌طور خودکار با دی ان ای یافت شده در موارد سرد مقایسه می‌شود و در این مورد، این مرد با دی ان ای یافت شده در یک مورد تجاوز و تجاوز یک سال پیش از آن مطابقت دارد. سپس دولت او را به خاطر این جنایات تحت تعقیب قرار داد. در طول محاکمه، از تطابق دی ان ای خواسته شد که از شواهد حذف شود، زیرا به‌طور غیرقانونی وارد پایگاه داده شده بود. درخواست انجام شد. دی ان ای مجرم که از قربانیان تجاوز به عنف جمع‌آوری شده است، می‌تواند برای سال‌ها ذخیره شود تا زمانی که یک کبریت پیدا شود. در سال ۲۰۱۴، برای رسیدگی به این مشکل، کنگره لایحه‌ای را تمدید کرد که به ایالت‌ها کمک می‌کرد تا با «مجموعه‌ای از شواهد» مقابله کنند.

## ملاحظات در ارزیابی شواهد دی‌ان‌ای
هنگام استفاده از RFLP، خطر تئوری تطابق تصادفی ۱ در ۱۰۰ میلیارد (۱۰۰٬۰۰۰٬۰۰۰٬۰۰۰) است، اگرچه خطر عملی در واقع ۱ در ۱۰۰۰ است زیرا دوقلوهای تک تخمکی ۰٫۲٪ از جمعیت انسان را تشکیل می‌دهند. علاوه بر این، میزان خطای آزمایشگاهی تقریباً به‌طور قطع بالاتر از آن است و روش‌های آزمایشگاهی واقعی اغلب نظریه‌ای را که بر اساس آن احتمال‌های تصادفی محاسبه شده است منعکس نمی‌کنند. به عنوان مثال، احتمالات تصادفی ممکن است بر اساس احتمالاتی که نشانگرها در دو نمونه نوارهایی دارند دقیقاً در یک مکان محاسبه شوند، اما یک کارگر آزمایشگاه ممکن است به این نتیجه برسد که الگوهای نواری مشابه اما نه دقیقاً یکسان از نمونه‌های ژنتیکی یکسان با مقداری نقص در آن حاصل می‌شود. ژل آگارز با این حال، در آن صورت، کارگر آزمایشگاه با گسترش معیارهای اعلام مسابقه، خطر تصادف را افزایش می‌دهد. مطالعات انجام شده در دهه ۲۰۰۰ نرخ خطای نسبتاً بالایی را ذکر کردند که ممکن است باعث نگرانی شود. در روزهای اولیه انگشت نگاری ژنتیکی، داده‌های جمعیتی لازم برای محاسبه دقیق احتمال تطابق گاهی اوقات در دسترس نبود. بین سال‌های ۱۹۹۲ و ۱۹۹۶، سقف‌های دلخواه-پایین به‌طور بحث‌انگیز بر روی احتمال‌های تطبیق مورد استفاده در تجزیه و تحلیل RFLP، به جای آنهایی که از لحاظ نظری محاسباتی بالاتر بودند، قرار گرفتند.

### شواهد ارتباط ژنتیکی
می‌توان از دسته‌بندی دی ان ای به عنوان شواهدی برای ارتباط ژنتیکی استفاده کرد، اگرچه چنین شواهدی از نظر قدرت از ضعیف تا مثبت متفاوت است. آزمایشی که نشان می‌دهد هیچ رابطه ای وجود ندارد کاملاً قطعی است. علاوه بر این، در حالی که تقریباً همه افراد دارای یک مجموعه واحد و مجزا از ژن‌ها هستند، افراد بسیار نادر که به عنوان " کایمرا " شناخته می‌شوند، حداقل دو مجموعه ژن متفاوت دارند. دو مورد از دسته‌بندی دی ان ای وجود داشته است که به اشتباه نشان می‌دهد که مادری با فرزندانش ارتباطی ندارد.

## شواهد جعلی دی‌ان‌ای
تجزیه و تحلیل عملکردی ژن‌ها و توالی‌های کدکننده آن‌ها (قاب‌های خواندن باز [ORFs]) معمولاً مستلزم آن است که هر ORF بیان شود، پروتئین کدگذاری شده خالص شود، آنتی‌بادی‌ها تولید شوند، فنوتیپ‌ها بررسی شوند، محلی‌سازی درون سلولی تعیین شود، و برهمکنش‌ها با پروتئین‌های دیگر جستجو شود. در مطالعه‌ای که توسط شرکت علوم زیستی Nucleix انجام شد و در مجله Forensic Science International منتشر شد، دانشمندان دریافتند که یک نمونه سنتز شده در شرایط آزمایشگاهی از دی ان ای مطابق با هر مشخصات ژنتیکی دلخواه را می‌توان با استفاده از تکنیک‌های زیست‌شناسی مولکولی استاندارد بدون به دست آوردن هیچ بافت واقعی از آن شخص ساخت. .

## شواهد دی‌ان‌ای در محاکمات جنایی

### جستجوی دی‌ان‌ای خانواده
جستجوی دی ان ای خانواده (گاهی به عنوان «دی ان ای خانواده» یا «جستجوی پایگاه داده دی ان ای خانواده» نامیده می‌شود) عمل ایجاد سرنخ‌های تحقیقاتی جدید در مواردی است که شواهد دی ان ای یافت شده در صحنه جرم (نمایه پزشکی قانونی) به شدت شبیه به یک نمونه موجود است. مشخصات دی ان ای (نمایه مجرم) در پایگاه داده دی ان ای ایالتی اما مطابقت دقیقی وجود ندارد. پس از پایان یافتن سایر سرنخ‌ها، محققان ممکن است از نرم‌افزار توسعه‌یافته ویژه‌ای برای مقایسه مشخصات پزشکی قانونی با تمام نمایه‌های گرفته‌شده از پایگاه داده دی ان ای یک ایالت استفاده کنند تا فهرستی از آن دسته از مجرمان موجود در پایگاه داده را ایجاد کنند که به احتمال زیاد یکی از بستگان بسیار نزدیک آنها هستند. فردی که دی ان ای او در مشخصات پزشکی قانونی است.
جستجوی دی‌ان‌ای خانوادگی برای اولین بار در تحقیقاتی که منجر به محکومیت جفری گفور به قتل لینت وایت در بریتانیا در ۴ ژوئیه ۲۰۰۳ شد، مورد استفاده قرار گرفت. شواهد دی ان ای با برادرزاده غفور مطابقت داشت که در ۱۴ سالگی در زمان قتل در سال ۱۹۸۸ متولد نشده بود. دوباره در سال 2004 برای یافتن مردی که آجری را از روی پل بزرگراه پرتاب کرد و به راننده کامیون برخورد کرد و او را کشت، استفاده شد. دی‌ان‌ای یافت شده روی آجر با دی‌ان‌ای که در اوایل روز در صحنه سرقت خودرو پیدا شد مطابقت داشت، اما هیچ تطابق خوبی در پایگاه داده ملی دی ان ای وجود نداشت. یک جستجوی گسترده‌تر یک تطابق جزئی با یک فرد پیدا کرد. پس از بازجویی، این مرد نشان داد که یک برادر به نام کریگ هارمن دارد که بسیار نزدیک به صحنه جنایت اصلی زندگی می‌کرد. هارمن داوطلبانه یک نمونه دی ان ای را ارائه کرد و زمانی که با نمونه آجر مطابقت داشت اعتراف کرد. از سال ۲۰۱۱، جستجوی پایگاه داده دی ان ای خانوادگی در سطح ملی در ایالات متحده انجام نمی‌شود، جایی که ایالت‌ها تعیین می‌کنند که چگونه و چه زمانی جستجوهای خانوادگی را انجام دهند. اولین جستجوی دی ان ای خانوادگی با محکومیت بعدی در ایالات متحده در سال ۲۰۰۸ در دنور، کلرادو، با استفاده از نرم‌افزار توسعه یافته تحت رهبری دادستان ناحیه دنور، میچ موریسی و مدیر آزمایشگاه جنایی دپارتمان پلیس دنور، گرگ لابرج انجام شد. کالیفرنیا اولین ایالتی بود که در زمان دادستان کل وقت جری براون، که بعداً فرماندار شد، سیاست جستجوی خانوادگی را اجرا کرد. راک هارمون، دادستان سابق شهرستان آلامدا، در نقش مشاور کارگروه جستجوی خانوادگی وزارت دادگستری کالیفرنیا، به‌طور گسترده در نظر گرفته می‌شود که کاتالیزور پذیرش فناوری جستجوی خانوادگی در کالیفرنیا بوده است. این تکنیک برای دستگیری قاتل زنجیره‌ای لس آنجلسی معروف به " خواب‌آلود " در سال ۲۰۱۰ استفاده شد. این یک شاهد یا خبرچینی نبود که مجریان قانون را به هویت قاتل سریالی «خواب‌آلود» که بیش از دو دهه از پلیس فرار کرده بود، آگاه کرد، بلکه دی ان ای پسر خود مظنون بود. پسر مظنون یک سال قبل به جرم تسلیحات دستگیر و مجرم شناخته شده بود. زمانی که دی ان ای او وارد پایگاه داده مجرمان محکوم شد، به کارآگاهان هشدار داده شد که با شواهدی که در صحنه‌های جنایت «خواب‌گرم» پیدا شده بود، تطابق جزئی داشته باشند. دیوید فرانکلین جونیور که با نام خواب‌آلود نیز شناخته می‌شود، به ده فقره قتل و یک فقره تلاش برای قتل متهم شد. اخیراً، دی ان ای خانوادگی منجر به دستگیری الویس گارسیا ۲۱ ساله به اتهام تجاوز جنسی و حبس کاذب یک زن در سانتا کروز در سال ۲۰۰۸ شد. در مارس ۲۰۱۱، فرماندار ویرجینیا، باب مک دانل اعلام کرد که ویرجینیا شروع به استفاده از جستجوهای دی ان ای خانوادگی خواهد کرد.
در یک کنفرانس مطبوعاتی در ویرجینیا در ۷ مارس ۲۰۱۱، در مورد تجاوزگر ساحل شرقی، پل ایبرت، دادستان شهرستان پرنس ویلیام و جان کلی، کارآگاه پلیس شهرستان فیرفکس، گفتند که اگر ویرجینیا از جستجوی دی ان ای خانوادگی استفاده می‌کرد، این پرونده سال‌ها پیش حل می‌شد. آرون توماس، مظنون به تجاوز جنسی در ساحل شرقی، در ارتباط با تجاوز جنسی به ۱۷ زن از ویرجینیا تا رود آیلند دستگیر شد، اما از دی ان ای خانوادگی در این پرونده استفاده نشد.
منتقدان جستجوهای پایگاه داده دی ان ای خانوادگی استدلال می‌کنند که این تکنیک تهاجم به حقوق متمم چهارم یک فرد است. مدافعان حریم خصوصی برای محدودیت‌های پایگاه داده دی ان ای درخواست می‌کنند و استدلال می‌کنند که تنها راه منصفانه برای جستجوی احتمالی تطابق دی ان ای با بستگان مجرمان یا دستگیرشدگان، داشتن یک پایگاه داده دی ان ای در سراسر جمعیت است. برخی از محققان خاطرنشان کرده‌اند که نگرانی‌های مربوط به حفظ حریم خصوصی در مورد جستجوی خانوادگی از برخی جهات مشابه سایر تکنیک‌های جستجوی پلیس است و بیشتر به این نتیجه رسیده‌اند که این عمل مطابق قانون اساسی است. دادگاه تجدید نظر ناحیه نهم در ایالات متحده در برابر. Pool (تخلیه شده به عنوان moot) پیشنهاد می‌کند که این عمل تا حدودی شبیه به یک شاهد است که به عکس یک نفر نگاه می‌کند و اظهار می‌کند که شبیه عامل جنایت است، که باعث می‌شود مجری قانون عکس شاهد افراد مشابه را نشان دهد، که یکی از آنها است. به عنوان مجرم شناسایی شد.
منتقدان همچنین بیان می‌کنند که دسته‌بندی نژادی ممکن است به دلیل آزمایش دی ان ای خانوادگی رخ دهد. در ایالات متحده، میزان محکومیت اقلیت‌های نژادی بسیار بالاتر از کل جمعیت است. مشخص نیست که آیا این به دلیل تبعیض افسران پلیس و دادگاه‌ها است، در مقابل نرخ بالاتر جرم در میان اقلیت‌ها. پایگاه‌های اطلاعاتی مبتنی بر دستگیری، که در اکثر ایالات متحده یافت می‌شوند، به سطح بیشتری از تبعیض نژادی منجر می‌شوند. دستگیری، بر خلاف محکومیت، بسیار بیشتر به صلاحدید پلیس متکی است.
به عنوان مثال، بازرسان دفتر دادستانی منطقه دنور با موفقیت یک مظنون در یک پرونده سرقت اموال را با استفاده از جستجوی دی ان ای خانوادگی شناسایی کردند. در این مثال، خون مظنون رها شده در صحنه جنایت به شدت شبیه خون یک زندانی فعلی اداره اصلاحات کلرادو بود.

### مسابقات جزئی
تطابق جزئی دی ان ای نتیجه جستجوهای CODIS با شدت متوسط است که مطابق بالقوه ای تولید می‌کند که حداقل یک آلل در هر مکان مشترک دارد. تطبیق جزئی شامل استفاده از نرم‌افزار جستجوی خانوادگی، مانند نرم‌افزارهای مورد استفاده در بریتانیا و ایالات متحده، یا تجزیه و تحلیل اضافی Y-STR نمی‌شود و بنابراین اغلب روابط خواهر و برادر را از دست می‌دهد. تطبیق جزئی برای شناسایی مظنونان در چندین پرونده در هر دو کشور استفاده شده است و همچنین به عنوان ابزاری برای تبرئه متهمان دروغین استفاده شده است. داریل هانت به اشتباه در ارتباط با تجاوز جنسی و قتل یک زن جوان در سال ۱۹۸۴ در کارولینای شمالی محکوم شد.

### جمع‌آوری پنهانی دی‌ان‌ای
نیروهای پلیس ممکن است نمونه‌های دی‌ان‌ای را بدون اطلاع مظنون جمع‌آوری کنند و از آن به عنوان مدرک استفاده کنند. قانونی بودن این عمل در استرالیا زیر سؤال رفته است.
در ایالات متحده، پذیرفته شده است، دادگاه‌ها اغلب حکم می‌کنند که هیچ انتظاری از حریم خصوصی وجود ندارد و به کالیفرنیا علیه استناد می‌کنند. گرین‌وود (۱۹۸۸)، که در آن دادگاه عالی اعلام کرد که متمم چهارم، جستجو و توقیف بدون مجوز زباله‌هایی را که برای جمع‌آوری در خارج از محدوده خانه رها می‌شوند، ممنوع نمی‌کند. منتقدان این عمل تأکید می‌کنند که این قیاس نادیده می‌گیرد که «بیشتر مردم نمی‌دانند که خطر تسلیم هویت ژنتیکی خود را به پلیس، به‌عنوان مثال، از بین بردن یک فنجان قهوه استفاده‌شده، ندارند. علاوه بر این، حتی اگر آنها متوجه شوند، هیچ راهی برای جلوگیری از رها کردن دی ان ای خود در ملاء عام وجود ندارد.»
دادگاه عالی ایالات متحده در مورد مریلند علیه. کینگ (۲۰۱۳) که نمونه‌گیری دی ان ای از زندانیانی که به دلیل جرایم جدی دستگیر شده‌اند، مطابق قانون اساسی است.
در بریتانیا، قانون بافت انسانی ۲۰۰۴ افراد خصوصی را از جمع‌آوری مخفیانه نمونه‌های بیولوژیکی (مو، ناخن‌ها و غیره) برای تجزیه و تحلیل دی ان ای منع می‌کند، اما تحقیقات پزشکی و جنایی را از این ممنوعیت مستثنی می‌کند.

### انگلستان و ولز
شواهد متخصصی که نمونه‌های دی ان ای را با هم مقایسه کرده است باید با شواهدی در مورد منابع نمونه‌ها و روش‌های به دست آوردن دسته‌بندی‌های دی ان ای همراه باشد. قاضی باید اطمینان حاصل کند که هیئت منصفه باید اهمیت تطابق دی ان ای و عدم تطابق در دسته‌بندی‌ها را درک کند. قاضی همچنین باید اطمینان حاصل کند که هیئت منصفه احتمال تطابق (احتمال اینکه فردی که به‌طور تصادفی انتخاب می‌شود دارای مشخصات دی ان ای منطبق با نمونه از صحنه باشد) را با احتمال اینکه فردی با دی ان ای منطبق مرتکب جرم شده اشتباه نگیرد. در سال 1996 R v. دوهنی
هیئت منصفه باید شواهد متضاد و تأییدکننده را با استفاده از عقل سلیم خود و نه با استفاده از فرمول‌های ریاضی مانند قضیه بیز بسنجید تا از «گیج، سوء تفاهم و قضاوت نادرست» جلوگیری شود.

#### ارائه و ارزیابی شواهد نمایه‌های دی‌ان‌ای جزئی یا ناقص
در R v Bates مور بیک LJ گفت:
We can see no reason why partial profile DNA evidence should not be admissible provided that the jury are made aware of its inherent limitations and are given a sufficient explanation to enable them to evaluate it. There may be cases where the match probability in relation to all the samples tested is so great that the judge would consider its probative value to be minimal and decide to exclude the evidence in the exercise of his discretion, but this gives rise to no new question of principle and can be left for decision on a case by case basis. However, the fact that there exists in the case of all partial profile evidence the possibility that a "missing" allele might exculpate the accused altogether does not provide sufficient grounds for rejecting such evidence. In many there is a possibility (at least in theory) that evidence that would assist the accused and perhaps even exculpate him altogether exists, but that does not provide grounds for excluding relevant evidence that is available and otherwise admissible, though it does make it important to ensure that the jury are given sufficient information to enable them to evaluate that evidence properly.

### آزمایش دی‌ان‌ای در ایالات متحده

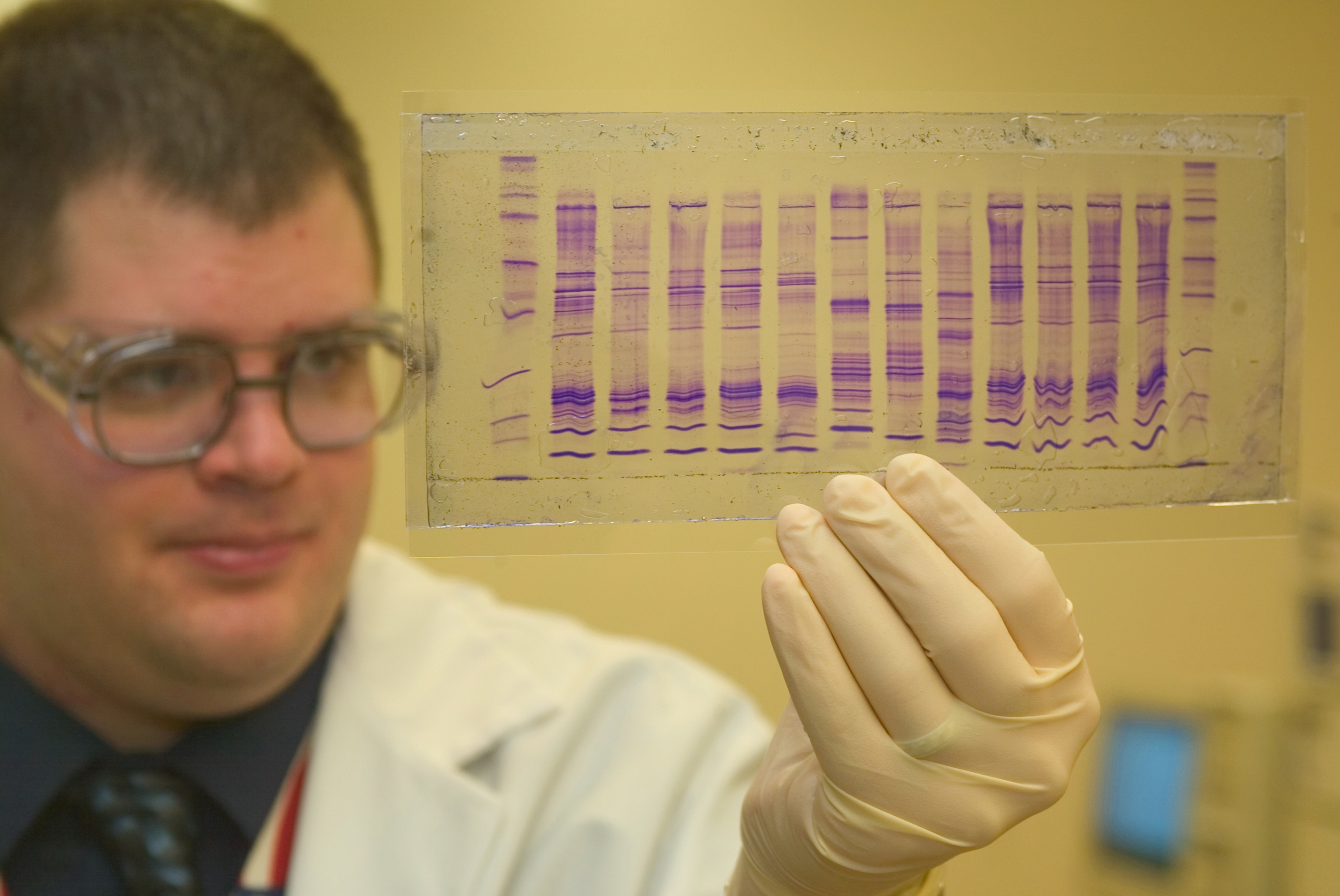
شیمیدان CBP مشخصات دی ان ای را برای تعیین منشأ یک کالا می‌خواند.

در تمام ۵۰ ایالت ایالات متحده قوانین ایالتی در مورد دسته‌بندی دی ان ای وجود دارد. اطلاعات دقیق در مورد قوانین پایگاه داده در هر ایالت را می‌توان در وب سایت کنفرانس ملی قانونگذاران ایالتی یافت.

### توسعه دی‌ان‌ای مصنوعی
در آگوست ۲۰۰۹، دانشمندان در اسرائیل تردیدهای جدی در مورد استفاده از دی ان ای توسط مجریان قانون به عنوان روش نهایی شناسایی ایجاد کردند. در مقاله ای که در مجله Forensic Science International: Genetics منتشر شد، محققان اسرائیلی نشان دادند که می‌توان دی ان ای را در آزمایشگاه ساخت، بنابراین شواهد دی ان ای را جعل کرد. دانشمندان نمونه‌های بزاق و خونی ساختند که در اصل حاوی دی ان ای شخصی غیر از اهداکننده خون و بزاق بود.
محققان همچنین نشان دادند که با استفاده از یک پایگاه داده دی ان ای، می‌توان اطلاعاتی را از یک دسته‌بندی گرفته و دی ان ای را برای مطابقت با آن ساخت و این کار را می‌توان بدون دسترسی به دی ان ای واقعی شخصی که دی ان ای او را کپی می‌کنند انجام داد. الیگوهای دی ان ای مصنوعی مورد نیاز برای این روش در آزمایشگاه‌های مولکولی رایج هستند.
نیویورک تایمز به نقل از نویسنده اصلی، دانیل فرومکین، گفت: «شما فقط می‌توانید یک صحنه جرم را مهندسی کنید… هر دانشجوی زیست‌شناسی می‌تواند این کار را انجام دهد.» فرومکین آزمایشی را کامل کرد که می‌تواند نمونه‌های دی ان ای واقعی را از نمونه‌های تقلبی متمایز کند. آزمایش او تغییرات اپی ژنتیکی، به ویژه متیلاسیون دی ان ای را تشخیص می‌دهد. هفتاد درصد از دی ان ای در هر ژنوم انسانی متیله است، به این معنی که شامل تغییرات گروه متیل در یک بافت دی نوکلئوتیدی CpG است. متیلاسیون در ناحیه پروموتر با خاموشی ژن همراه است. دی ان ای مصنوعی فاقد این اصلاح اپی ژنتیکی است که به آزمایش اجازه می‌دهد دی ان ای ساخته شده را از دی ان ای واقعی تشخیص دهد.
مشخص نیست که چند بخش پلیس، در صورت وجود، در حال حاضر از این آزمون استفاده می‌کنند. هیچ آزمایشگاه پلیسی به‌طور عمومی اعلام نکرده است که از آزمایش جدید برای تأیید نتایج دی ان ای استفاده می‌کند.
{{سخ}}محققان دانشگاه توکیو برای اولین بار یک طرح تکثیر دی ان ای مصنوعی را با یک سیستم بیان ژن بازسازی شده و ریزبخشی سازی با استفاده از مواد بدون سلول به تنهایی ادغام کردند. چرخه‌های متعدد رقت سریال بر روی یک سیستم موجود در قطرات آب در روغن در مقیاس میکرو انجام شد.
به‌طور کلی، دی ان ای ژنومی مصنوعی این مطالعه، که با استفاده از پروتئین‌های رمزگذاری‌شده خود را کپی می‌کرد و توالی آن را به تنهایی بهتر می‌کرد، نقطه شروع خوبی برای ساخت سلول‌های مصنوعی پیچیده‌تر است. با افزودن ژن‌های مورد نیاز برای رونویسی و ترجمه به دی ان ای ژنومی مصنوعی، ممکن است در آینده بتوان سلول‌های مصنوعی ساخت که با تغذیه مولکول‌های کوچک مانند آمینو اسیدها و نوکلئوتیدها، خود به خود رشد کنند. استفاده از موجودات زنده برای ساختن چیزهای مفید، مانند دارو و غذا، در این سلول‌های مصنوعی پایدارتر و آسان‌تر خواهد بود.

## شواهد دی‌ان‌ای به عنوان مدرکی برای اثبات حقوق جانشینی عناوین بریتانیایی
آزمایش دی ان ای برای ایجاد حق جانشینی عناوین بریتانیایی استفاده شده است.
موارد:
- بارون مونیهان
- بارونت‌های پرینگل